# Philippa Pearce
Ann Philippa Pearce, OBE, född 22 januari 1920, död 21 december 2006, var en engelsk författare av barnböcker. Hennes mest kända verk är fantasyromanen Mysteriet vid midnatt (original Tom's Midnight Garden) som 1959 belönades med brittiska Carnegie Medal in Literature.

## Biografi

### Tidiga år
Philippa Pearce var det yngsta av fyra barn. Fadern var mjölnare och spannmålshandlare i den lilla orten Great Shelford i Cambridgeshire. På grund av sjukdom började hon skolan först vid åtta års ålder, och senare studerade hon engelska och historia vid Girton College i Cambridge.
Efter examen flyttade Pearce till London, där hon fick en tjänst inom den kommunala administrationen. Hon skrev och producerade utbildningsprogram för BBC, där hon var anställd under 13 års tid. Pearce verkade åren 1958–60 som barnredaktör hos Oxford University Press och 1960–67 vid André Deutschs förlag.

### Tidigt författarskap
Pearce tillbringade en stor del av året 1951 på sjukhus efter att ha ådragit sig tuberkulos. Hon ägnade tiden åt tankar kring en kanotfärd långt tidigare, något som blev inspirationen till hennes första bok – Minnow on the Say (svenska: Skattsökare i kanot). Den 241 sidor tjocka ungdomsromanen kom ut 1955 på Oxford University Press, med illustrationer av Edward Ardizzone. Den nominerades därefter till Carnegiemedaljen.
Liksom flera av Pearces senare böcker inspirerades den av miljön där hon vuxit upp – byarna Great Shelford och Little Shelford, vilka i boken framträdde som Great Barley och Little Barley. Cambridge bytte i boken namn till det universitetslösa Castleford, och floden Cam förvandlades till floden Say. Boken publicerades i USA under titeln The Minnow Leads to Treasure (1958). 1960 producerades en kanadensisk TV-serie med den ursprungliga titeln, medan brittisk TV tolv år senare gjorde en ny TV-produktion under titeln Treasure over the Water.
Pearces andra bok bar namnet Tom's Midnight Garden och kom ut 1958. Dess "midnattsträdgård" var direkt baserad på trädgården vid kvarnen från hennes egen uppväxt. Berättelsen har blivit en klassiker i litteraturgenren tidsresor och har inspirerat till en film, en teaterpjäs och tre TV-produktioner. Den vann Carnegie Medal och utsågs 2007 till en av de tio främsta Carnegiemedaljerade böckerna. Boken placerade sig på andra plats i omröstningen, mellan två väsentligt mycket nyare böcker.
Tom's Midnight Garden har illustrationer av Susan Einzig. Mellan 1958 och 2016 har boken tryckts i minst 155 olika upplagor på 17 olika språk. Den första svenska översättningen kom 1960, och den har senare omtryckts vid ett antal tillfällen.

### Senare produktioner
Philippa Pearce skrev allt som allt över 30 böcker, inklusive A Dog So Small (1962; En mycket liten hund), The Squirrel Wife (1971) och The Battle of Bubble and Squeak (1978; Slaget om Pytt och Panna). Tre senare böcker kom också att nomineras till Carnegie Medal, och av The Battle of Bubble and Squeak gjordes en TV-produktion på Channel 4.
På senare år fortsatte bokutgivningen mer eller mindre regelbundet, alltmedan hon deltog som talare på konferenser, redigerade antologier och författade noveller. Hon deltog 2002 vid en mottagning för barnboksförfattare på 10 Downing Street.
2004 publicerade Pearce sin första nya fullängdsbok på två årtionden, The Little Gentleman. Ytterligare en barnbok – A Finder's Magic – utkom 2008 postumt.

### Privatliv
Philippa Pearce gifte sig 1963 med Martin Christie. Deras dotter, Sally Christie, har själv blivit barnboksförfattare. Martin Christie var en japansk krigsfånge. Han avled 1964. Från 1973 till hennes död 2006 levde Philippa Pearce i byn Great Shelford, vid samma gata där hon en gång växte upp.